# Eumenes rauensis
Eumenes rauensis är en stekelart som beskrevs av Giordani Soika. Eumenes rauensis ingår i släktet krukmakargetingar, och familjen Eumenidae. Inga underarter finns listade i Catalogue of Life.